# 그레헨
그레헨(독일어: Grächen)은 스위스 발레주의 피스프구에 있는 시정촌이다.
마을은 미샤벨 산맥(및 돔산) 북쪽의 마터탈에 있는 장크트니클라우스 위의 테라스에서 1,620m의 고도에 위치해 있다.

## 역사
그레헨 지역의 정착지는 아마도 신석기 시대로 거슬러 올라간다. 그것은 확실히 청동기 시대 초기 고산족(켈트족의 일부)을 위한 사냥터였다. 서기 750년경, 알라만니족은 현재 발레주의 상부(독일어 사용) 지역에 정착하기 시작했다.
그레헨은 1210년에 de Grachan으로 처음 언급되었다. 1250년에 그것은 de Granges로 언급되었다. 그레헨은 19세기에 (시옹 주교로부터) 공동체로서 마침내 독립할 때까지 다양한 봉건 영주에게 경의를 표하며 노예 상태의 농부 공동체로 발전했다.
16세기 그레헨의 유명한 시민인 토마스 플라터(Thomas Platter)는 양치기로 겸손하게 시작하여 장원의 영주, 약초 지식의 대가, 발행인 및 학교 교장으로서 성취된 삶에 대한 삶을 설명하는 자서전을 출판했다. 그의 아들 펠릭스 플라터는 유명한 의사이자, 해부학자가 되었다.

## 지리

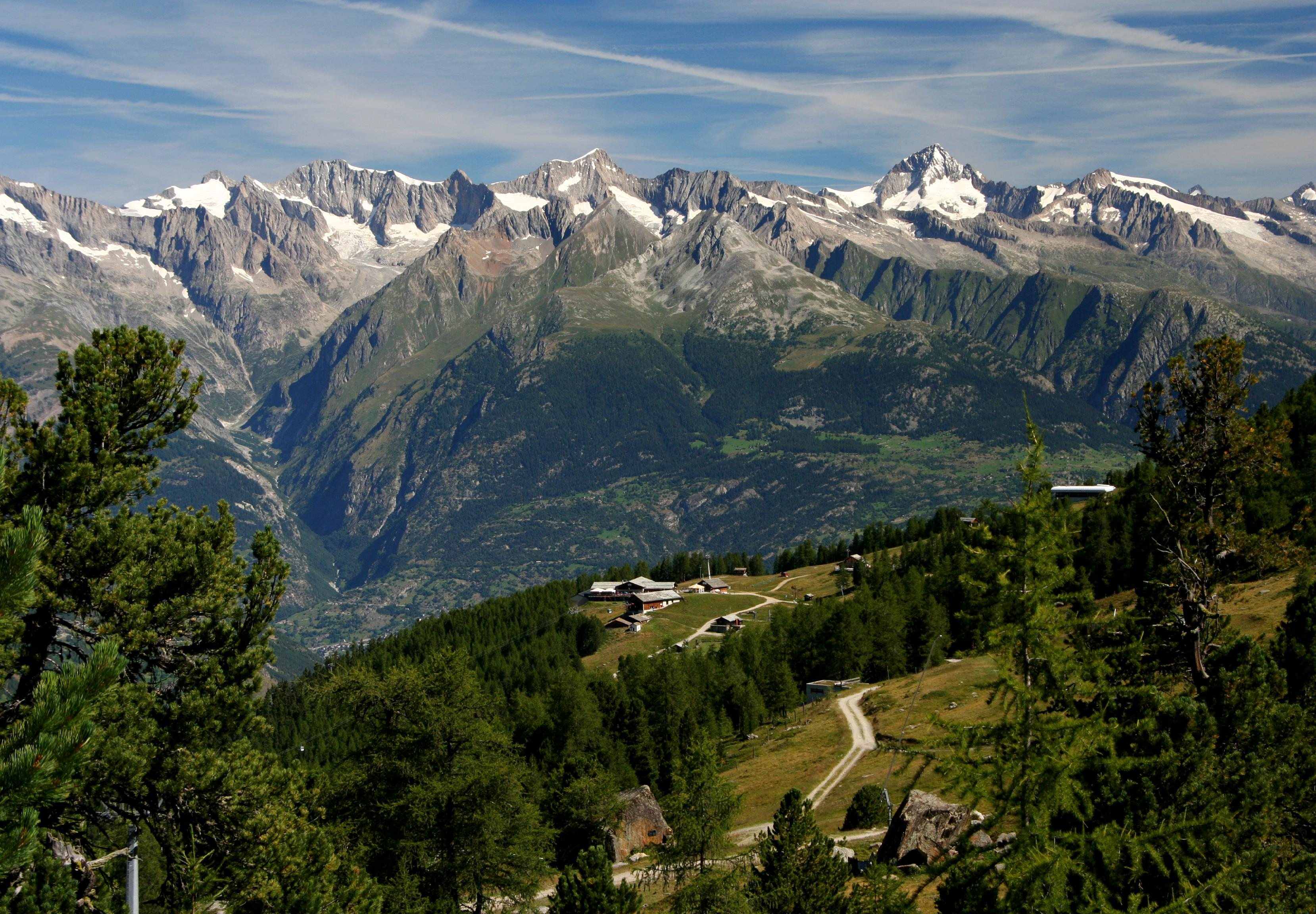
하니크알프에서 그레헨쪽으로 북쪽으로 본 풍경

그레헨의 면적은 2011년 기준으로 14.3k㎡이다. 이 면적 중 13.7%가 농업용으로 사용되고 53.7%가 산림이다. 나머지 토지 중 5.1%는 정착지(건물 또는 도로)이고 27.5%는 비생산적인 토지이다.
시정촌은 리트 빙하 아래 테라스의 피스프구에 있다. 빙하는 리트에서 베르키(Bärgji)까지 약 5km 연장되며, 약 1km에 이른다. 지자체의 영토는 제탈호른과 디슈텔호른의 정상을 포함한다.

### 기후
그레헨은 쾨펜의 기후 구분에 따른 따뜻한 여름 습한 대륙성 기후(Dfb)를 특징으로 하며 겨울에는 강설량이 풍부하고 여름에는 온난하다. 이 기후 유형에서 흔히 볼 수 있는 것처럼 강수량은 일년 내내 고르게 분포된다.
| 그레헨 (1991–2020), 1605 (m)의 기후 | 그레헨 (1991–2020), 1605 (m)의 기후 | 그레헨 (1991–2020), 1605 (m)의 기후 | 그레헨 (1991–2020), 1605 (m)의 기후 | 그레헨 (1991–2020), 1605 (m)의 기후 | 그레헨 (1991–2020), 1605 (m)의 기후 | 그레헨 (1991–2020), 1605 (m)의 기후 | 그레헨 (1991–2020), 1605 (m)의 기후 | 그레헨 (1991–2020), 1605 (m)의 기후 | 그레헨 (1991–2020), 1605 (m)의 기후 | 그레헨 (1991–2020), 1605 (m)의 기후 | 그레헨 (1991–2020), 1605 (m)의 기후 | 그레헨 (1991–2020), 1605 (m)의 기후 | 그레헨 (1991–2020), 1605 (m)의 기후 |
| 월                                  | 1월                                 | 2월                                 | 3월                                 | 4월                                 | 5월                                 | 6월                                 | 7월                                 | 8월                                 | 9월                                 | 10월                                | 11월                                | 12월                                | 연간                                |
| ----------------------------------- | ----------------------------------- | ----------------------------------- | ----------------------------------- | ----------------------------------- | ----------------------------------- | ----------------------------------- | ----------------------------------- | ----------------------------------- | ----------------------------------- | ----------------------------------- | ----------------------------------- | ----------------------------------- | ----------------------------------- |
| 일평균 최고 기온 °C (°F)            | 0.9 (33.6)                          | 1.5 (34.7)                          | 5.4 (41.7)                          | 9.3 (48.7)                          | 14.0 (57.2)                         | 18.3 (64.9)                         | 20.4 (68.7)                         | 19.8 (67.6)                         | 15.5 (59.9)                         | 10.8 (51.4)                         | 4.7 (40.5)                          | 1.4 (34.5)                          | 10.2 (50.4)                         |
| 일일 평균 기온 °C (°F)              | −2.6 (27.3)                         | −2.4 (27.7)                         | 0.8 (33.4)                          | 4.4 (39.9)                          | 8.6 (47.5)                          | 12.6 (54.7)                         | 14.6 (58.3)                         | 14.2 (57.6)                         | 10.3 (50.5)                         | 6.2 (43.2)                          | 1.2 (34.2)                          | −1.7 (28.9)                         | 5.5 (41.9)                          |
| 일평균 최저 기온 °C (°F)            | −5.4 (22.3)                         | −5.6 (21.9)                         | −2.7 (27.1)                         | 0.4 (32.7)                          | 4.3 (39.7)                          | 7.9 (46.2)                          | 9.8 (49.6)                          | 9.9 (49.8)                          | 6.5 (43.7)                          | 3.2 (37.8)                          | −1.4 (29.5)                         | −4.4 (24.1)                         | 1.9 (35.4)                          |
| 평균 강수량 mm (인치)               | 42 (1.7)                            | 31 (1.2)                            | 37 (1.5)                            | 47 (1.9)                            | 69 (2.7)                            | 58 (2.3)                            | 56 (2.2)                            | 62 (2.4)                            | 43 (1.7)                            | 57 (2.2)                            | 56 (2.2)                            | 50 (2.0)                            | 607 (23.9)                          |
| 평균 강설량 cm (인치)               | 40 (16)                             | 34 (13)                             | 25 (9.8)                            | 19 (7.5)                            | 4 (1.6)                             | 0 (0)                               | 0 (0)                               | 0 (0)                               | 0 (0)                               | 8 (3.1)                             | 32 (13)                             | 47 (19)                             | 209 (82)                            |
| 평균 강수일수 (≥ 1.0 mm)            | 6.6                                 | 5.9                                 | 6.1                                 | 6.3                                 | 9.0                                 | 9.1                                 | 8.9                                 | 9.2                                 | 6.5                                 | 6.8                                 | 6.8                                 | 7.4                                 | 88.6                                |
| 평균 강설일수 (≥ 1.0 cm)            | 6.2                                 | 6.0                                 | 3.8                                 | 2.4                                 | 0.6                                 | 0.0                                 | 0.0                                 | 0.0                                 | 0.1                                 | 1.1                                 | 4.1                                 | 7.1                                 | 31.4                                |
| 평균 상대 습도 (%)                  | 63                                  | 63                                  | 61                                  | 61                                  | 64                                  | 64                                  | 63                                  | 65                                  | 67                                  | 67                                  | 68                                  | 65                                  | 64                                  |
| 출처: MeteoSwiss                    |                                     |                                     |                                     |                                     |                                     |                                     |                                     |                                     |                                     |                                     |                                     |                                     |                                     |

## 인구통계

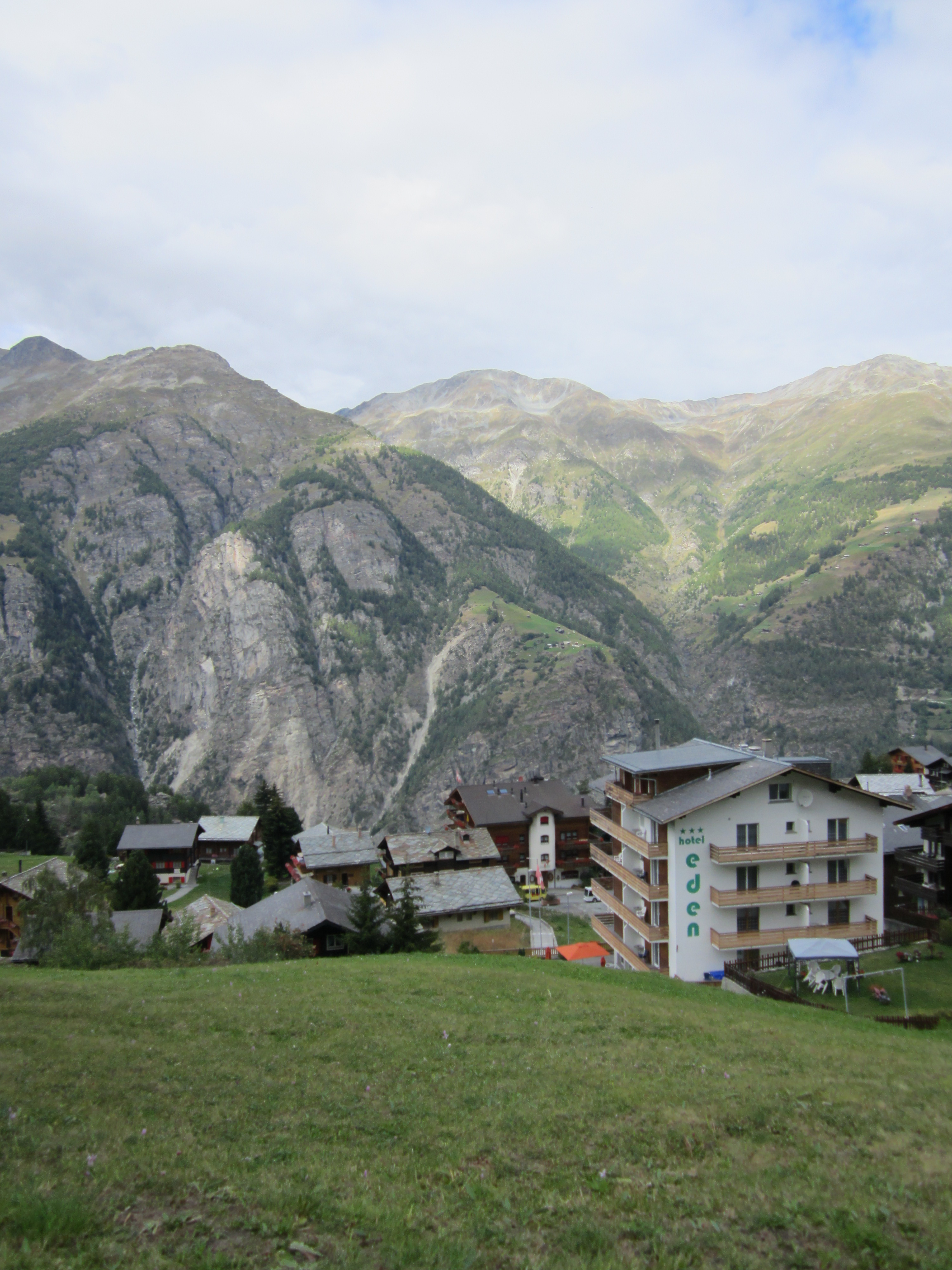
그레헨의 주택

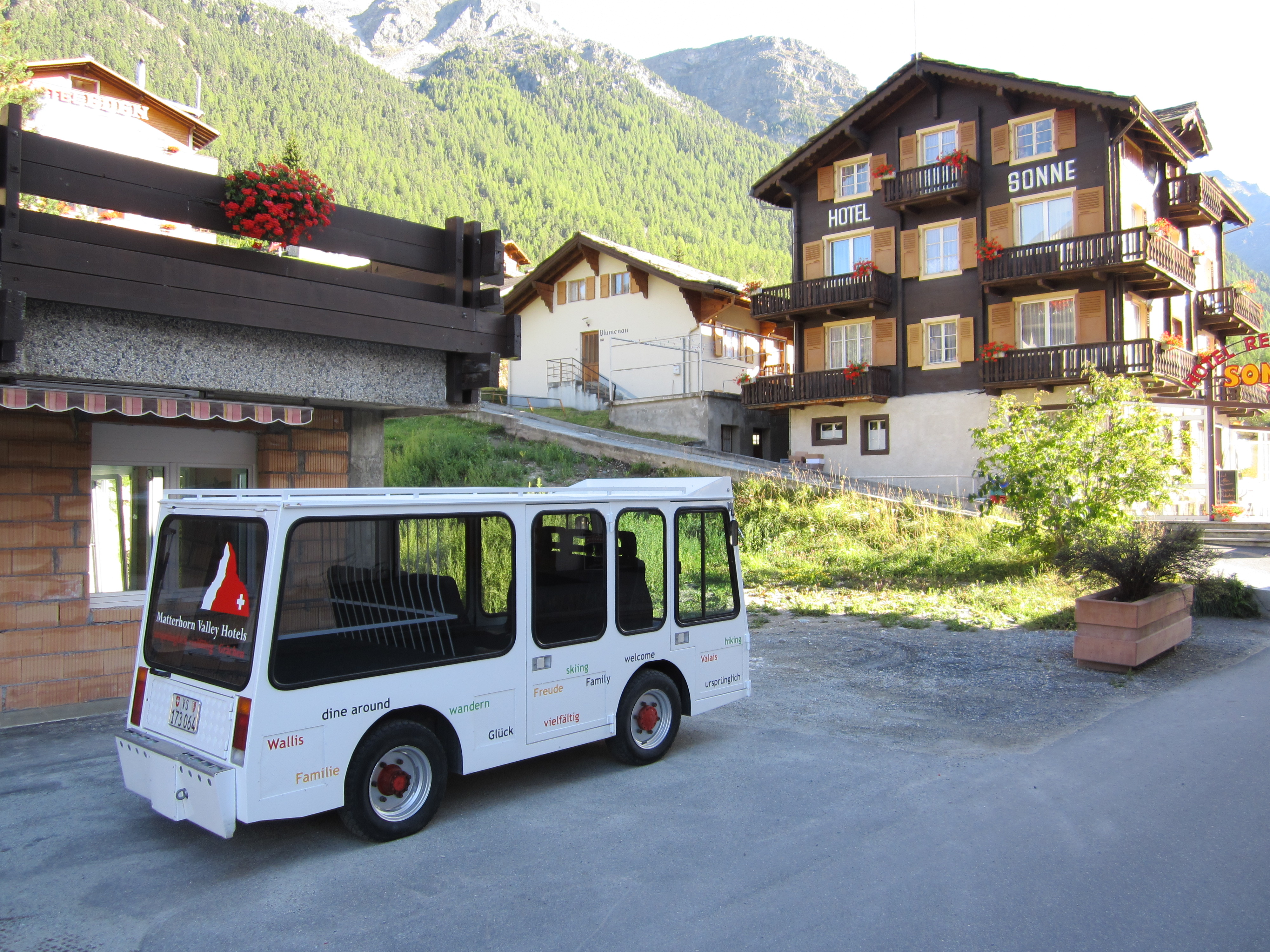
그레헨 내의 전기 택시

2020년 12월 기준, 그레헨의 인구는 1,258명이다. 2008년 기준으로 인구의 6.4%가 거주하는 외국인이다. 2000년부터 2010년까지 지난 10년 동안 인구는 -1.7%의 비율로 변화했다. 이주로 인해 1.6%의 비율로, 출생 및 사망으로 인해 0.9%의 비율로 변경되었다.

2000년 기준, 인구 대부분인 1,229명(98.0%)이 독일어를 모국어로 사용하고, 네덜란드어가 11명(0.9%)으로 두 번째로 많이 사용하고, 프랑스어가 세 번째(4 또는 0.3%)이다. 이탈리아어를 할 줄 아는 사람 1명과 로만슈어를 할 줄 아는 사람이 1명 있다.
2008년 기준으로 인구는 남성 48.4%, 여성 51.6%이다. 인구는 603명의 스위스 남성(인구의 44.2%)과 58명(4.2%)의 비스위스 남성으로 구성되었다. 스위스 여성은 650명(47.6%), 비 스위스 여성은 54명(4.0%)이었다. 지자체의 인구 중 888명(70.8%)이 그라헨에서 태어나 2000년에 그곳에 살았다. 같은 주에서 태어난 214명(17.1%가 있었고, 96명(7.7%)이 스위스 다른 곳에서 태어났다. 42명(3.3%)이 스위스 이외의 지역에서 태어났다.
2000년 기준으로 아동·청소년(0~19세)이 26.2%, 성인(20~64세)이 60.3%, 노인(64세 이상)이 13.6%를 차지하고 있다.
2000년 기준으로 시정촌에 미혼이거나, 독신인 사람은 521명이다. 기혼자는 624명, 미망인은 69명, 이혼한 사람은 40명이었다.

2000년 기준으로 시정촌의 개인가구는 477세대로 가구당 평균 2.6명이 거주하고 있다.  1인 가구는 118가구, 5인 이상 가구는 43가구였다. 2000 년에는 총 456세대(전체의 31.9%)가 상설 임대되었으며, 890세대(62.3%)가 계절적으로 사용되었으며 83세대(5.8%)가 비어 있었다. 2009년 기준 신규주택 건설률은 인구 1000명당 35.2세대이다.  2010년 시정촌 공실률은 1.17%였다.
역사적 인구는 다음 차트에 나와 있다:

### 종교

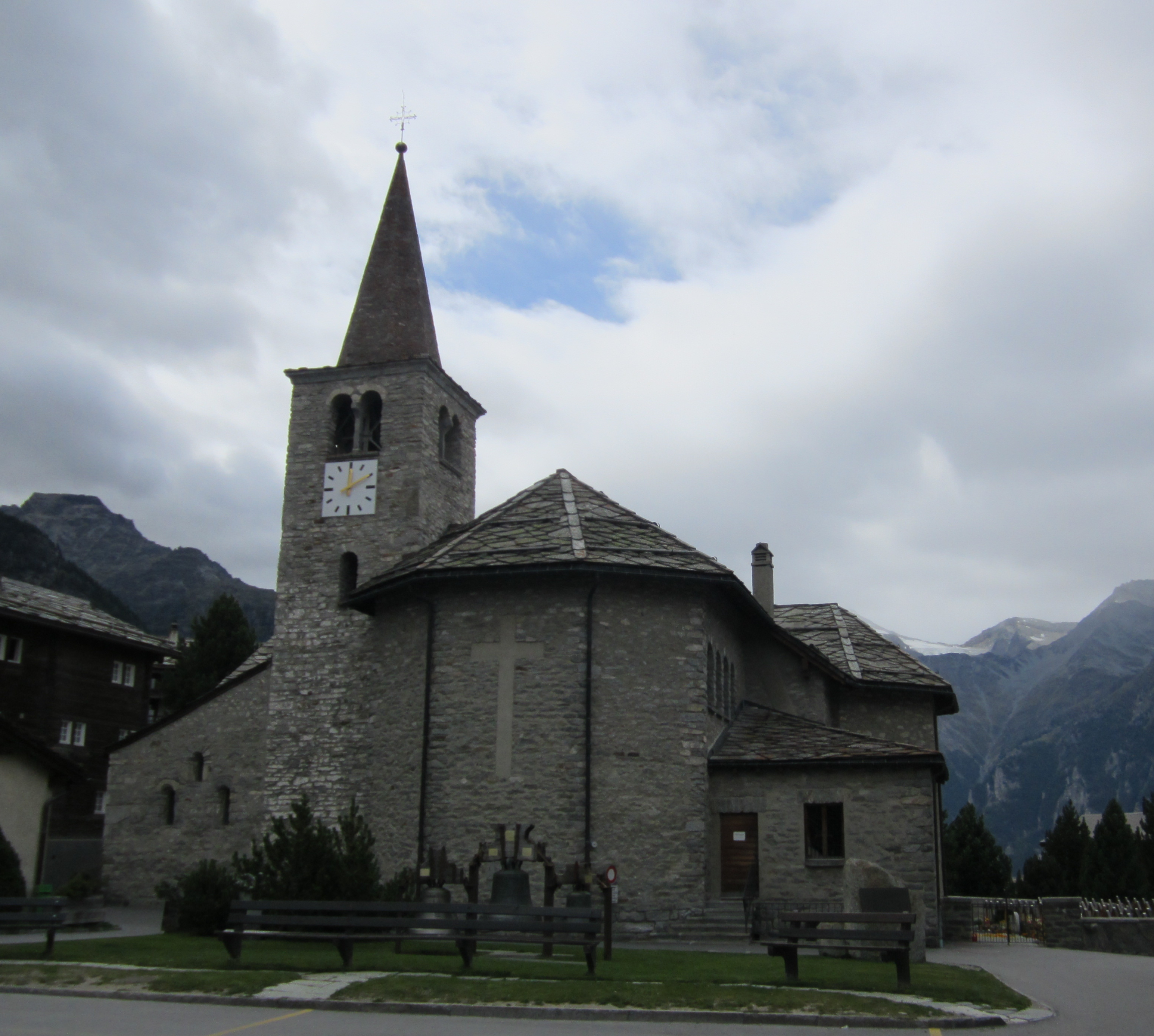
그레헨의 교회

2000년 인구 조사에 따르면 1,166명(93.0%)이 로마 가톨릭 신자이고, 46명(3.7%)이 스위스 개혁 교회에 속해 있다. 나머지 인구 중 정교회 교인은 5명 (인구의 약 0.40%)이었고 다른 기독교 교인은 13명(인구의 약 1.04%)이었다. 이슬람교는 4명(인구의 약 0.32%) 이었다. 불교가 2명 있었다. 11명(인구의 약 0.88%)은 교회에 속하지 않았고, 불가지론자 또는 무신론자였으며, 13명(인구의 약 1.04%)은 질문에 대답하지 않았다.

## 정치
2007년 연방 선거에서 가장 인기 있는 정당은 75.92%의 득표율을 기록한 CVP였다. 다음으로 가장 인기 있는 세 정당은 SVP (13.04%), SP (5.52%) 및 FDP (4.26%)였다. 연방 선거는 총 527표를 던졌고 투표율은 50.8%였다.
2009년 국무원 선거에서 총 591표가 투표되었으며 그 중 44표 또는 약 7.4%가 무효였다. 유권자 참여율은 57.8%로 주 평균 54.67%와 비슷한 수준이다. 2007년 스위스 상원의원 선거에서 총 523표가 투표되었으며, 그 중 32표 또는 약 6.1%가 무효표였다. 유권자 참여율은 50.9%로 주 평균인 59.88%에 크게 못 미쳤다.

## 경제
2010년 현재 그레헨의 실업률은 2.6%이다. 2008년 기준으로 1차 경제 부문에 49명이 고용되어 있고, 이 부문에 약 29개 기업이 참여하고 있다. 61명이 2차 부문에 고용 되었고, 이 부문에 12개의 기업이 있었다. 356명이 3차 부문에 고용되었으며, 이 부문에는 81개의 기업이 있다. 시정촌 주민은 592명으로 일정 정도 고용되었으며, 그 중 여성이 전체 노동력의 38.9%를 차지하였다.
2008년에 정규직에 상응하는 총 일자리 수는 379개였다. 1차 부문의 일자리 수는 13개였으며, 모두 농업에 있었다. 2차 부문의 일자리 수는 59개(0.0%)가 제조업이고, 56개(94.9%)가 건설업이었다. 3차 부문의 일자리 수는 307개였다. 69개(22.5%)는 도소매 또는 자동차 수리, 51개(16.6%)는 물품의 이동 및 보관, 124개(40.4%)는 호텔 또는 레스토랑, 8개(2.6%)는 보험 또는 금융업이었다. 산업, 3개(1.0%)는 기술 전문가 또는과학자, 8개(2.6%는 교육, 8개(2.6%)는 의료 분야에 있었다.
2000년 기준으로 시정촌으로 출퇴근하는 근로자는 78명, 출퇴근 근로자는 222명이었다. 지자체는 근로자의 순수출 지자체로, 들어오는 1명당 약 2.8명의 근로자가 지자체를 떠나고 있다. 근로 인구 중 14.2%가 출퇴근을 위해 대중교통을 이용했고, 39%가 자가용을 이용했다.

## 관광

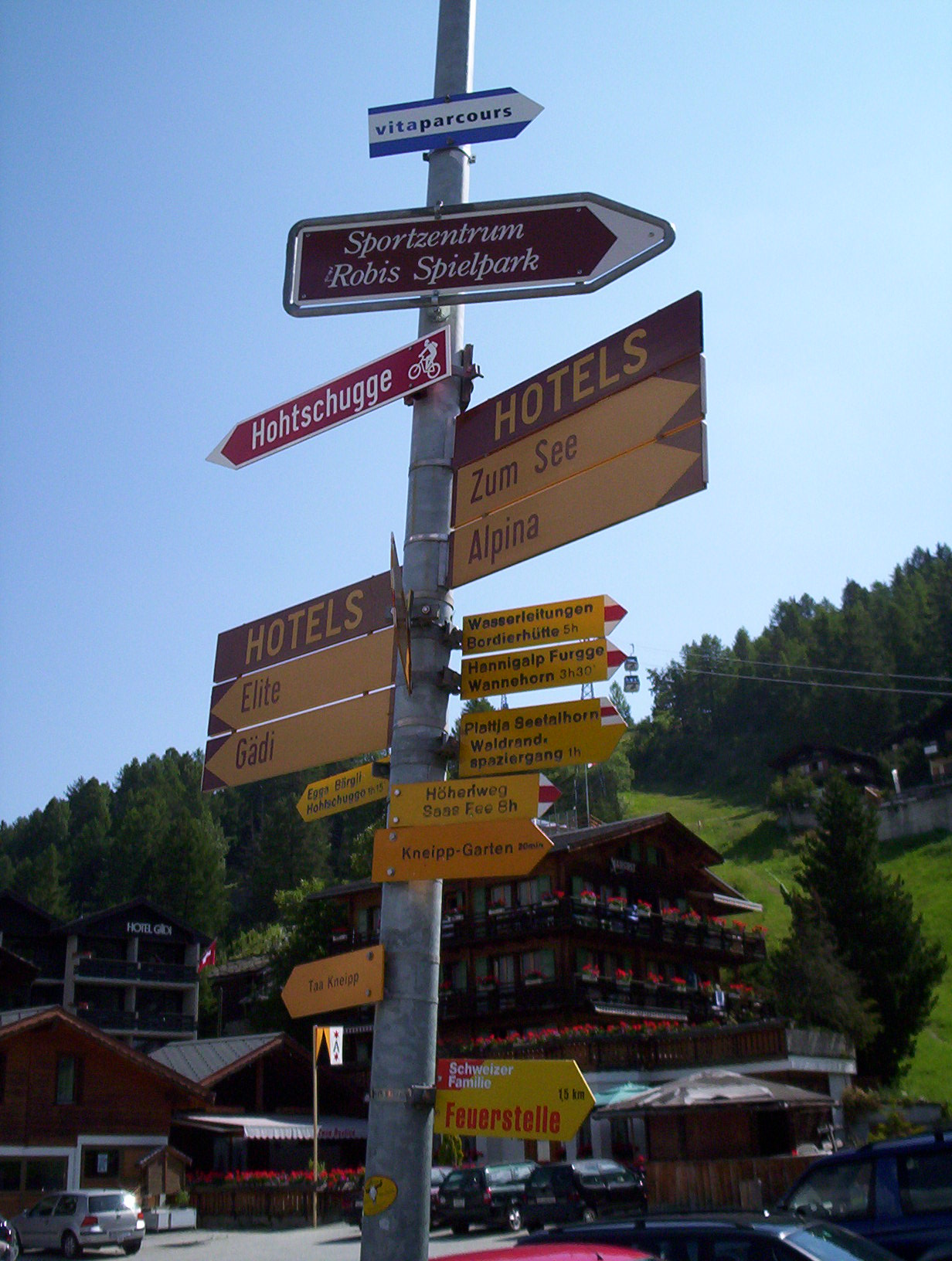
그레헨의 교통 표지판

20세기에 그레헨은 농촌 지역에서 인기 있는 관광지로 변모했다. 1937년에는 7000명의 방문객이 그곳에서 밤을 보냈지만 오늘날에는 약 500,000명이 방문한다.
그레헨은 몬테로사 투어 하이킹 코스에 위치해 있으며, 자스페와 유로파휘테 사이의 자연 정류장을 제공한다. 또한 많은 하이킹과 등산 여행의 거점이기도 하다.
그레헨에는 총 11개의 스키 리프트가 있는 약 40km의 탈 수 있는 슬로프가 있는 스키 리조트가 있다. 리조트에는 레스토랑이 있으며 스키와 스노보드 강습을 제공한다. 1,619m와 2,864m의 고도 사이에 위치해 있다. 개장 시기는 12월 중순부터 4월 초까지다. 2011년에는 스키장 개보수 및 확장 계획이 시작되었다.
그레헨은 또한 체르마트와 두 개의 주요 스키 리조트인 자스페와 가깝기 때문에 많은 사람들을 끌어들이다.

## 교육
그레헨에서는 인구의 약 488명(38.9%)이 필수가 아닌 고등 교육을 이수했으며, 69명 또는 (5.5%)가 추가 고등 교육(대학 또는 응용학문대학)을 이수했다. 고등 교육을 이수한 69명 중 73.9%가 스위스 남성, 17.4%가 스위스 여성이었다.
2010-11 학년도 동안 그레헨 학교 시스템에는 총 104명의 학생이 있었다. 발레주의 교육 시스템은 어린 아이들이 1년 동안 의무가 아닌 유치원에 다닐 수 있도록 허용한다. 그 학년도에는 유치원 학급(KG1 또는 KG2) 1개와 유치원생 18명이 있었다. 발레주의 학교 시스템은 학생들이 6년 동안 초등학교에 다닐 것을 요구한다. 그레헨에는 초등학교에 총 5개의 학급과 104명의 학생이 있었다. 중등 학교이 프로그램은 3년의 낮은 의무 교육(오리엔테이션 수업)과 3~5년의 선택적인 고급 학교로 구성된다. 그레헨의 모든 중고등학교 학생들은 인근 시정촌에 있는 학교에 다닌다.
2000년 현재, 그레헨에서 43명의 학생이 시외 학교에 다녔다.

## 스포츠
그레헨은 2019년 9월 22일에 2019 UCI 산악 자전거 마라톤 세계 선수권 대회를 개최했다.